# Bet van Beeren
Bet van Beeren (Ámsterdam, 12 de febrero de 1902 - 16 de julio de 1967) fue una empresaria neerlandesa, propietaria de un bar LGBT en Ámsterdam. Si bien el suyo no fue el primer bar que permitía a personas LGBT asociarse abiertamente, el hecho de ser abiertamente lesbiana y aceptar una clientela diversa, llevó a su establecimiento a ser uno de los más populares. En 2017, la ciudad de Ámsterdam puso su nombre en su honor a un puente sobre un canal.

## Trayectoria
Elisabeth Maria van Beeren nació el 12 de febrero de 1902 en el barrio Jordaan de Ámsterdam, hija de Maria Johanna (de soltera Brants) y Johannes Hendrik van Beeren. Era la mayor de los trece hijos del matrimonio. Su padre trabajaba en la construcción urbana y su madre regentaba una pensión al tiempo que se dedicaba al reparto de pescado y verduras en su barrio. Finalizó sus estudios en la escuela secundaria para empezar a trabajar y ayudar a la economía familiar.
Empezó a trabajar en una fábrica de conservas en Haarlemmerweg donde rápidamente ascendió hasta llegar a capataz, pero no le gustaba su trabajo ya que lo consideraba peligroso. Fue víctima de un accidente laboral en el que perdió dos dedos. A consecuencia de dicho accidente, renunció a su empleo. Posteriormente se incorporó a trabajar en el pub Amstelstroom, propiedad de su tío, donde ya había trabajado a tiempo parcial en otras ocasiones.  Compaginaba su trabajo en el pub con la venta y reparto de pescado en su motocicleta. En 1927 compró el pub con ayuda, en la financiación, de la cervecera Oranjeboom, Desde entonces siempre fue fiel a esa marca de cerveza, a pesar de las numerosas ofertas de otras cerveceras para obtener su patrocinio. Era inusual que una mujer regentara un negocio en esa época, especialmente en la zona de los malecones donde estaba ubicado. Rebautizó el pub como Café 't Mandje (El Café de la Cesta) como homenaje a su madre que le traía la comida todos los días en una cesta.
Dirigió el local como un establecimiento abierto donde lesbianas y gays podían relacionarse libremente siempre que no hubiera besos, lo cual habría violado las leyes antivicio vigentes entonces y que le habría costado su licencia para vender bebidas alcohólicas. Su clientela mixta incluía artistas, intelectuales, proxenetas, prostitutas, marineros y Alida Margaretha Bosshardt, conocida como la Mayor Bosshardt,  miembro del Ejército de Salvación.  Beeren era extravagante, a menudo vestía traje de marinero o ropa de cuero, algo poco frecuente en las mujeres en esa época, entreteniendo a sus clientes con cantos y bailes. Era abiertamente lesbiana, aunque podía mantener relaciones con hombres ricos si eso le reportaba algún beneficio con que ayudar a la economía familiar. Bebía mucho, algunos informes llegaron a decir que podía a beber 40 botellas de cerveza al día.
Ganó mucho dinero con el pub, era conocida por sus obras de caridad, ayudando a los pobres, a los niños y a los ancianos. También afirmó haber pagado por una de las cruces que se encuentran en la cima de la Basílica de San Nicolás. Entre otras hazañas legendarias, permitió que el pub se utilizara como depósito de armas para la resistencia neerlandesa durante la ocupación nazi de los Países Bajos. Mientras que los hombres homosexuales se convirtieron en objetivos de los alemanes, el pub de Beeren estaba fuera del alcance de las tropas alemanas debido a su reputación de ser un establecimiento del barrio rojo. El uso del término "búho" para los heterosexuales se ha atribuido a un recurso que Van Beeren utilizó cuando el pub estaba siendo allanado o cuando patrullas homofóbicas patrullaban la zona. Hizo instalar una luz en un búho de yeso, que se encendía para advertir a sus clientes. Colgaba corbatas y recuerdos de los clientes del techo, organizaba bailes el Día de la Reina donde las parejas del mismo sexo podían bailar juntas y los viernes dejaba que la banda del Ejército de Salvación entrara para recaudar fondos para caridad.
Murió de enfermedad hepática el 16 de julio de 1967. Fue velada en la misma mesa de billar del pub durante varios días antes de su entierro el 20 de julio en la Nieuwe Oosterbegraafplaats de Ámsterdam. Greet, la hermana menor de Beeren, mantuvo abierto el pub hasta 1982, cuando lo cerró debido a la expansión del tráfico de heroína en la zona. 

## Reconocimientos
Algunos de los objetos del bar se incorporaron al Museo de Ámsterdam en 1998, pero en su mayor parte el edificio permaneció intacto hasta que su hermana, poco antes de su muerte, lo vendió a su sobrina, Diana van Laar, quién completó una renovación del pub y lo reabrió el 2 de abril de 2008. En 2017, un puente que cruza el canal Oudezijds Achterburgwal entre las calles Korte Stormsteeg y Korte Niezel fue renombrado en el 90.° aniversario del pub para honrar a Beeren en una representación simbólica de su construcción de puentes en la comunidad entre diversos grupos.